# باتروتام
باتروتام (آلبانیایی: Butrint; لاتین: Buthrōtum; from یونانی باستان: [Βουθρωτόν, Bouthrōtón] Error: {{Lang}}: متن دارای نشانه‌گذاری ایتالیک است (راهنما)) در یونان باستان بعد از آن در امپراتوری روم یکی از شهرهای اپیروس بوده‌است.
اکنون به عنوان یک سایت باستان شناسی در استان سارانده و ۱۴ کیلومتری جنوب سارانده و نزدیک به مرز یونان قرار دارد.در دوران باستان با نام‌های Βουθρωτόν (Bouthrōton) or (Βουθρώτιος) Bouthrōtios و درلاتین با نام Buthrotum  شناخته شده‌است.
این مکان در سال ۱۹۹۹ به عنوان در میراث جهانی یونسکو به ثبت رسید.

## اطلاعات عمومی
- Butrint National Park
- Butrint at the Albanian National Trust (now Auron Expeditions)
- The Butrint Foundation
- Butrinti 2000 International Festival of Theater
- Photo Albums
- Visiting Butrint

## نوشتارهای تاریخی
- More information on Butrint from The History Channel
- Rome and Albanian history from Albania.com
- Albania's Long-lost Roman City, بی‌بی‌سی
- In Pictures: Sights of Butrint, BBC
- 176 photos from the archeological site of Butrint